# 브램 스토커
에이브럼 "브램" 스토커 (Abraham "Bram" Stoker, 1847년 11월 8일 – 1912년 4월 20일)는 아일랜드의 소설가, 단편 작가이다. 유명한 고딕 소설의 고전, 《드라큘라》 (1897년)가 대표작이다. 생애 동안에는 배우 헨리 어빙의 비서, 어빙이 소유한 라이시엄 극장의 사무 책임자로 더 잘 알려져 있었다.

## 어린 시절
스토커는 1847년 11월 8일 아일랜드 더블린 북부 지방인 클론타프 마리노 크레센트에서 일곱 형제 중 셋째로 태어났다. 아버지 에이브럼 스토커 (1799년–1876년)는 더블린 출신이며, 샬럿 머틸다 블레이크 손리 (1818년–1901년)는 더니골주 밸리섀넌 출신이었다. 에이브럼과 샬롯은 아일랜드 성공회 클론타프 교구의 신도였으며, 자녀들과 함께 교회를 다니고 세례도 시켰다.
병약한 스토커는 일곱 살까지 걸을 수 없었다. 이 당시에 스토커는 다음과 같이 적었다. "나는 원래부터 생각이 깊었는데, 병에 걸렸던 시간들은 많은 생각을 할 수 있는 기회였고, 나중에는 종류에 따라 가치있는 생각들이 되었다." 병이 나은 후에는 윌리엄 우즈 목사가 운영하는 사립 학교에 입학하였다.
학교에 다닌 뒤부터 별다른 건강 문제 없이 성장한 스토커는 1864년부터 1870년까지 다녔던 더블린 트리니티 칼리지에서 뛰어난 운동 선수로 이름을 날렸으며, 수학 우등 학사 학위를 받고 졸업하였다. 그는 칼리지 역사 협회의 청강생이었으며, 유니버시티 철학 협회의 회장으로 일하면서 첫 논문인 "소설과 사회의 선정주의"를 쓰기도 하였다.

## 초기 경력
스토커는 학창 시절동안 친구 마운셀 교수를 통해 연극에 흥미를 가지게 되었고, 고딕 소설 작가 조셉 셰리든 르 파뉴가 공동 소유했던 《더블린 이브닝 메일》 (Dublin Evening Mail)의 연극 비평가로 활동하였다. 그의 연극 비평에 대한 평가는 낮은 편이었지만, 수준 높은 글로 주목을 받았다. 1876년 12월, 스토커는 더블린의 로열 극장에서 공연한 헨리 어빙의 〈햄릿〉을 호평하였다. 어빙은 이에 보답하고자 스토커를 자신이 머물던 셀번 호텔로 초대하여 저녁 식사를 함께 하였고, 서로 절친한 사이가 되었다. 스토커는 1872년 런던 협회를 통해 출판된 소설 《섐록》 (The Shamrock)의 네번째 작품 "운명의 사슬" (The Chain of Destin)의 다음 편인 "크리스탈 컵" (The Crystal Cup)을 쓰기도 하였다. 1876년부터 더블린 관청에서 공무원으로 일하는 동안에는 표준 작품으로 남은 논픽션 서적 (《아일랜드 즉결 재판소 사무종사자의 업무》, The Duties of Clerks of Petty Sessions in Ireland, 1879년 출판)를 저술하였다. 또한, 예술에도 관심이 많아 1874년 더블린 스케칭 클럽을 창설하기도 하였다.

## 후기 경력
1878년 스토커는 1 마리노 크레센트의 제임스 발콤브 중령의 딸, 플로렌스 발콤브와 결혼하였다. 그녀는 유명한 미인으로, 오스카 와일드가 청혼을 하기도 했다. 와일드는 스토커가 대학교의 철학 협회 회장으로 있을 때 그에게 회원 신청을 한 인연이 있었다. 플로렌스의 거절에 와일드는 화가 났지만, 이후 스토커가 다시 그녀와 교제하였고, 이것이 와일드가 미국으로 떠나게 된 계기가 되었다.
스토커는 런던으로 이주하여 배우 헨리 어빙의 비서이자, 어빙의 라이시엄 극장의 사무 책임자로 일하였고, 27년 동안 업무를 지속하였다. 1879년 12월 31일, 브램과 플로렌스는 외동 아들 어빙 노엘 손리 스토커를 낳았다. 헨리 어빙과의 협업은 스토커에게 중요한 계기로, 이를 통해 그는 런던의 상류 사회에 진출하게 되어 제임스 애벗 맥닐 휘슬러, 아서 코난 도일 경(스토커와 먼 친척)을 알게 되었다. 스토커는 당대의 가장 유명한 배우였던 어빙을 위해 일하였고, 런던에서 가장 성공한 극장을 경영하면서 바쁜 나날을 보냈지만, 그만큼 유명해졌다. 어빙에게 헌신한 스토커는 회고록에서 그를 숭배한다고 표현하기까지 했다. 스토커는 런던에서 홀 케인을 만나기도 했는데, 가까운 친구 중 하나가 되어 그에게 소설 《드라큘라》를 헌정하기도 했다.
스토커는 어빙의 관광 여행에 함께 하면서 여러 나라를 다녔는데, 정작 자신의 가장 유명한 소설의 공간적 배경인 동부 유럽은 한 번도 가보지 않았다. 스토커는 어빙이 유명했던 미국에 가는 것을 즐겼는데, 어빙과 함께 백악관에 두 번 초대 받았고, 윌리엄 맥킨리와 시어도어 루즈벨트를 만났다. 스토커는 두 편의 소설에서 미국인을 등장인물로 설정하였는데, 퀸시 모리스가 유명하다. 문학적 우상인 월트 휘트먼을 만나기도 했다.

## 집필
스토커는 어빙의 비서, 라이시엄 극장의 책임자로 일하면서 소설을 쓰기 시작했는데, 1890년 첫 소설 《뱀 길》 (The Snake's Pass)을 펴냈고, 1897년에는 《드라큘라》 (Dracula)를 발표하여 성공을 거두었다. 이 기간 동안 스토커는 《런던 데일리 텔레그래프》의 문학부 직원이었으며, 공포 소설 《수의를 입은 부인》 (The Lady of the Shroud, 1909년), 《흰 벌레의 소굴》 (The Lair of the White Worm, 1911년)을 쓰기도 하였다. 어빙이 죽은 뒤인 1906년에는 어빙의 전기를 출판하여 좋은 평가를 받았으며, 웨일즈 왕자 극장에서 계속 저작을 해나갔다.
1890년, 스토커는 민속학에 정통했던 헝가리 부다페스트 대학의 교수 아르미니우스 뱀버리를 만나서 동유럽의 흡혈귀 설화에 대해서 듣고 《드라큘라》에 대한 착상을 얻게 되었다. 이후에 몇 년 동안 도서관을 다니며 블라드 체페슈를 비롯한 흡혈귀에 대한 유럽 설화와 전설을 조사하였다. 이런 과정을 거쳐서 출간된 《드라큘라》는 현실적인 가상의 글을 모아 놓은 형태의 서간체 소설로, 그가 신문 작가로 일하면서 쌓은 실력을 토대로 구성한 일기, 전보, 편지, 항해 일지, 신문 스크랩은 소설의 세부적인 현실성의 수준을 더하였고, 실제가 아닌 이야기를 실제처럼 보이게 하지만 다시 허구로 돌아간다는 점에서 독자를 소설에 몰입시킨 후 다시 현실로 복귀시키는 역할을 한다.

## 죽음
잦은 뇌졸중 증세를 겪던 스토커는 1912년 4월 20일, 성 조지 광장 26호에서 사망하였다. 일부 전기 작가들은 그의 사망 원인이 제3기 매독, 또는 과로사일 것으로 추정하기도 한다. 죽은 뒤에는 화장하였으며, 유해는 단지에 담겨 골더스 그린 화장장에 안치되었다. 1961년 아들 어빙 노엘 스토커가 죽은 뒤, 그의 유해도 아버지의 단지에 함께 담겼다.